# ペンタコン

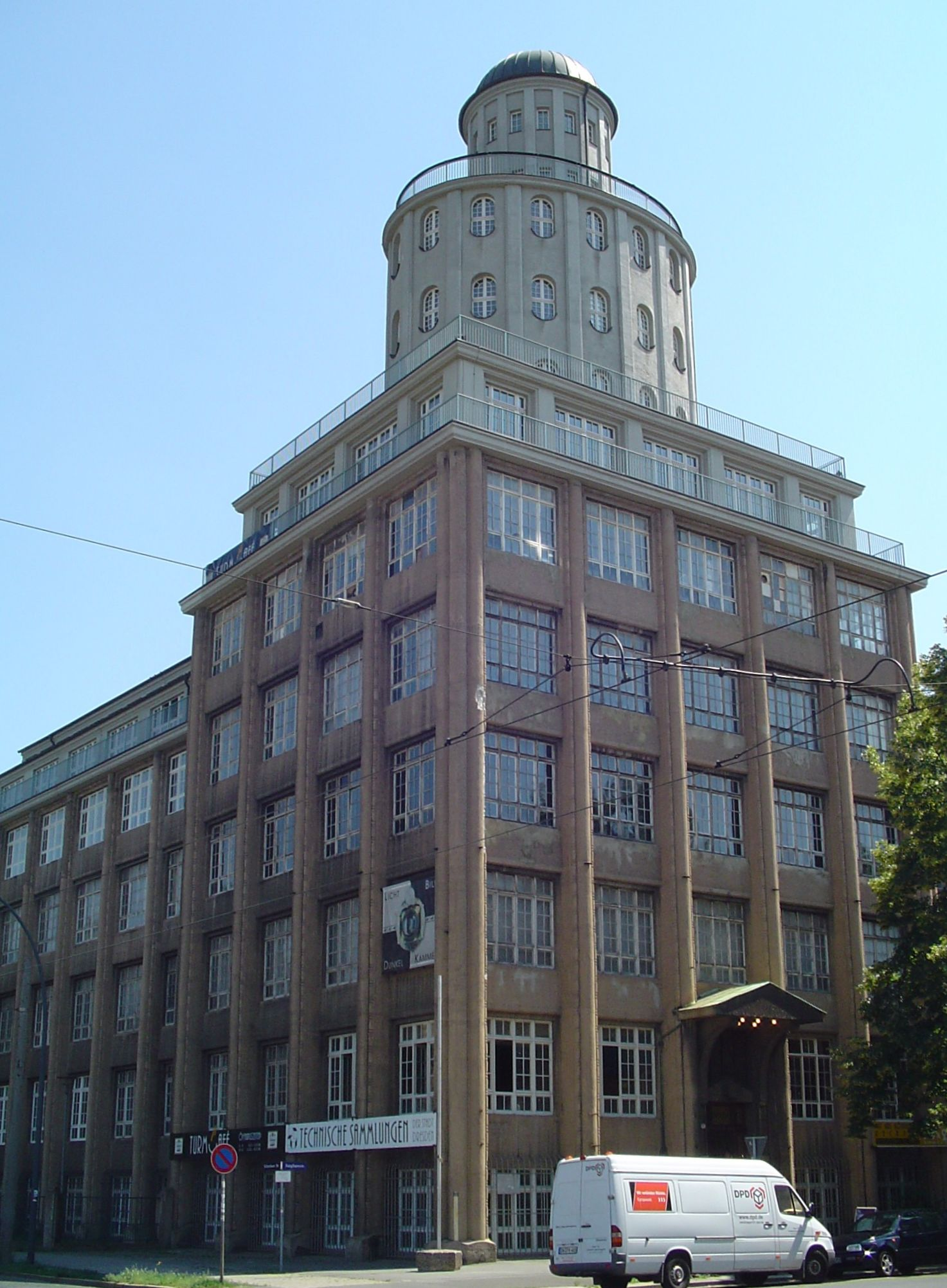
ドレスデンのペンタコン本社

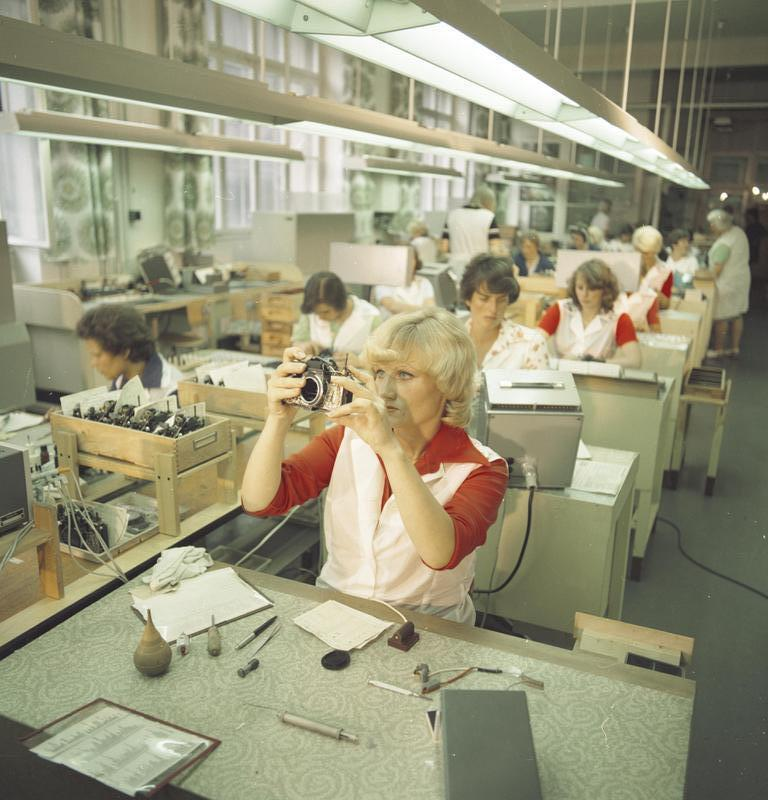
ペンタコンの生産ライン

ペンタコン（Pentacon ）はドイツ民主共和国（東ドイツ）に存在したカメラメーカーおよびそのブランドである。

## カメラブランドとしてのペンタコンの始まり
第二次世界大戦後ドイツが東西に分裂したことに伴いツァイス・イコンが分裂した際、東西ツァイスで商標に関して争いがあり、訴訟の結果西ドイツのツァイス・イコンは東側で旧来のブランドを使用できず、東ドイツのツァイス・イコンは西側で旧来のブランドを使用できないこととなった。これに伴い東ドイツのツァイス・イコンで製造が始まっていた一眼レフカメラのコンタックスは西側では「ペンタプリズムを持つコンタックス」との意からペンタコンブランドで販売されるようになった。
コンタックス製造ラインとその西ドイツ向けブランドペンタコンは、製造元を集中させる国家政策によりコンタックスFM型/ペンタコンFM型以降カメラ・ウェルクシュテーテンに移管された。1953年、カメラ・ウェルクシュテーテンはカメラウェルケ（VEB Kamerawerke ）に社名を変更し、さらに1959年にはキノヴェルケカメラ&キノヴェルケ・ドレスデン（VEB Kamera & Kinowerke Dresden ）に社名を変更した。

## カメラメーカーとしてのペンタコンの始まり
カメラ&キノヴェルケ・ドレスデン、ウェルタ、アルティッサ、アシュペクタが合併し、1964年1月1日に人民公社(VEB)ペンタコン（VEB Pentacon ）となった。また、イハゲーの開発部門を吸収した。
1968年にコンビナート・VEBペンタコンに社名を変更、1970年にイハゲーを吸収、1980年にメントールを吸収、1985年にはコンビナート・VEBカール・ツァイスの傘下に入った。
1990年、ドイツ統一に伴い競争力を失い、6月30日にコンビナート・VEBカール・ツァイスから離れ、7月1日にペンタコン・ドレスデン（Pentacon Dresden GmbH Kamera & Kinowerke ）を設立したが、ドイツ統一後の経済の変化に対応できず10月2日清算に追い込まれ、シュナイダー・クロイツナッハ（現・シュナイダー・オプティクス）に吸収された後、1997年に設立されたシュナイダー・ドレスデンに継承された。
現在は再びPENTACONを社名として掲げている。2022年時点における事業領域は、自動車部品、プラスチック製品、CNC加工製品、計測・キャリブレーション機器であり、カメラ製品は製造していない。

## 製品一覧

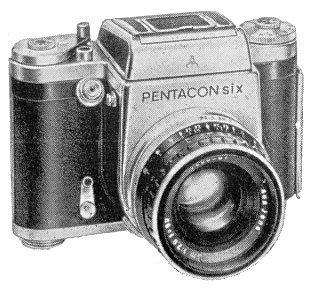
ペンタコン6
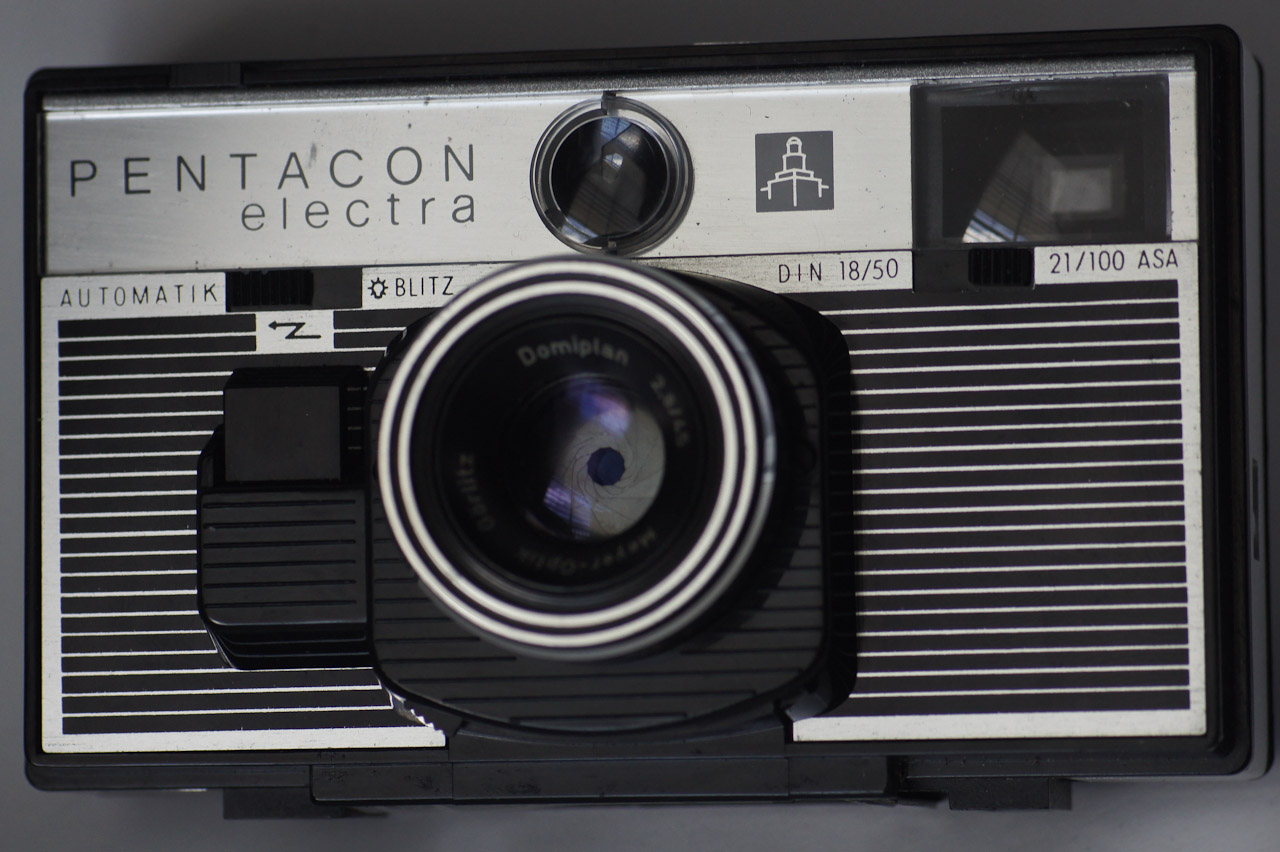
ペンタコン・エレクトラ
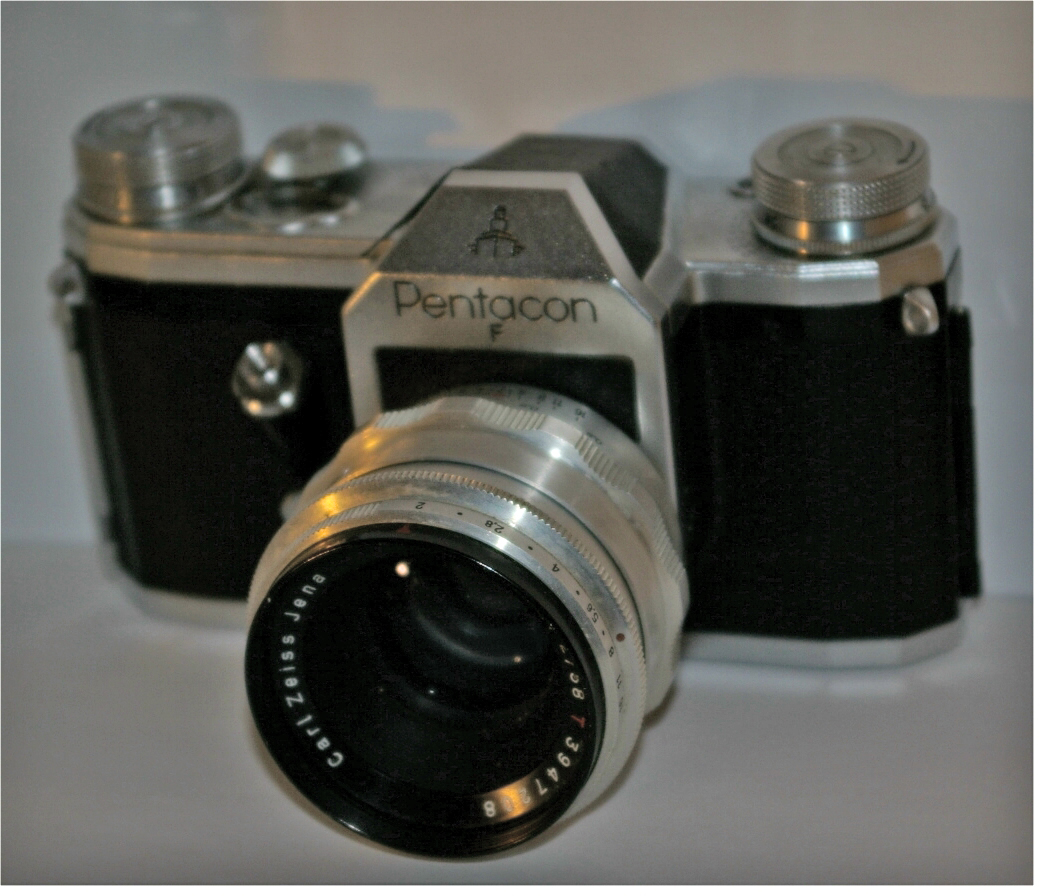
ペンタコンF
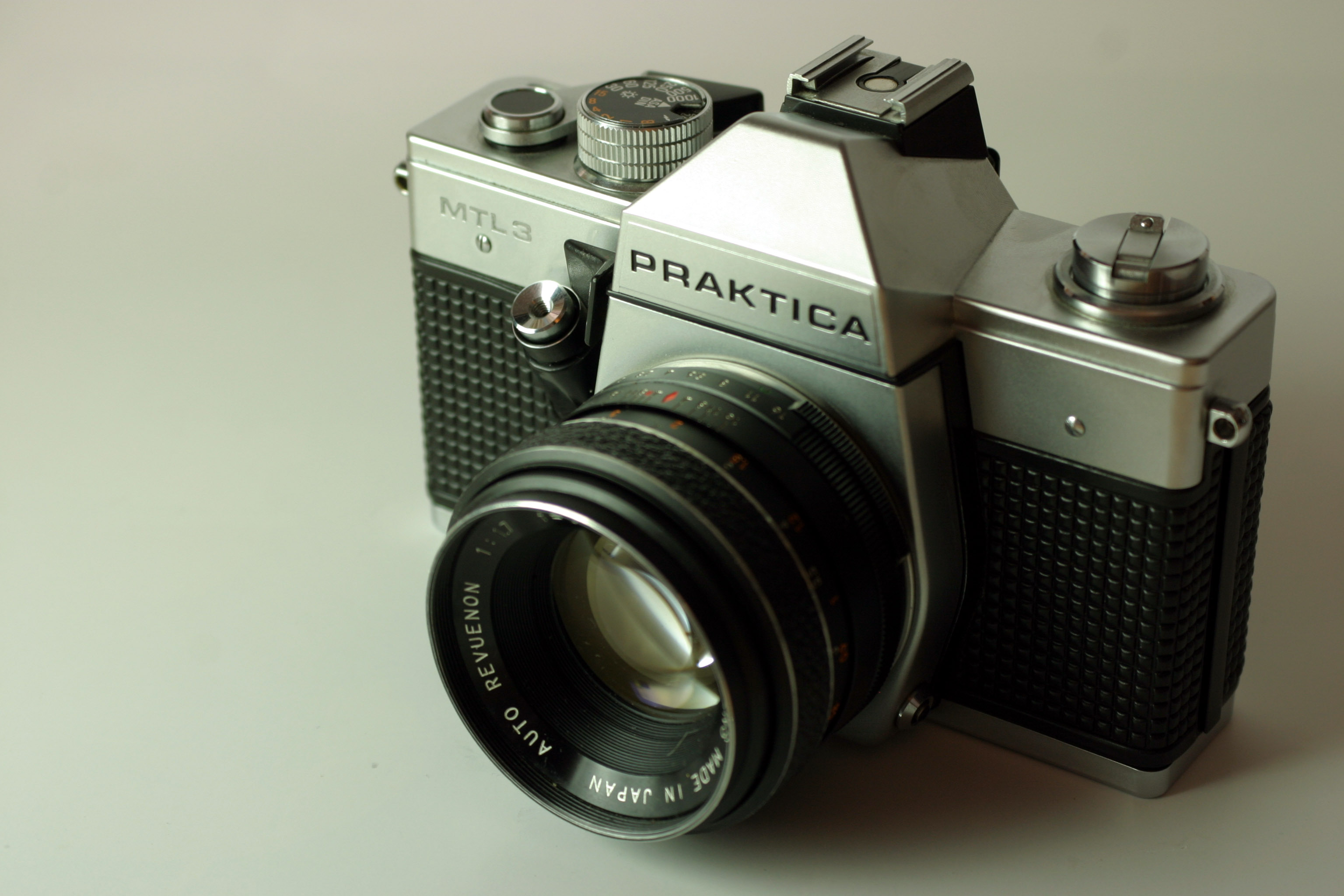
プラクチカMTL3

### 120フィルム使用カメラ

#### プラクチシックス/ペンタコン6/エクサクタ66シリーズボディー
6×6cm判一眼レフカメラ。プラクチシックスIはカメラ・ウェルクシュテーテン時代に発売されている。ウェストレベルファインダー式が通常であるが交換でき、アイレベルファインダーやTTL露出計組込みファインダーも存在する。
- プラクチシックスII（1964年発売）
- プラクチシックスII a（1964年発売）
- プラクチシックスII a（1966年発売）
- ペンタコンシックス（1966年発売）
- ペンタコンシックスTL

エクサクタ66シリーズに移行してからのボディ−はエクサクタ参照。

#### プラクチシックス/ペンタコン6/エクサクタ66シリーズ用レンズ
カール・ツァイスブランドは以下の製品が知られている。
- フレクトゴン50mmF4 - 最短撮影距離0.5m。アタッチメントはφ86mmねじ込み。
- フレクトゴン65mmF2.8 - 最短撮影距離0.75m。アタッチメントはφ86mmねじ込み。
- テッサー80mmF2.8 - 最短撮影距離1m。アタッチメントはφ58mmねじ込み。
- ビオメター80mmF2.8 - 最短撮影距離1m。アタッチメントはφ58mmねじ込み。
- ビオメター120mmF2.8 - 最短撮影距離1.3m。アタッチメントはφ67mmねじ込み。
- ゾナー180mmF2.8 - 最短撮影距離1.7m。アタッチメントはφ86mmねじ込み。
- ゾナー300mmF4 - 最短撮影距離4m。アタッチメントはφ86mmねじ込み。
- ペンタコン300mmF4 - 最短撮影距離3.6m。アタッチメントはφ95mmねじ込み。プリセット絞り。
- ペンタコン500mmF5.6 - 最短撮影距離6m。アタッチメントはφ118mmねじ込み。プリセット絞り。
- シュピーゲルオブジェクティブ1000mmF5.6 - 反射望遠レンズ。最短撮影距離16m。フィルターは組み込み。

メイヤーブランドは以下の製品が知られている。
- プリモターE80mmF3.5 - 3群4枚。アタッチメントはφ49mmねじ込み。
- プリモター135mmF3.5 - 3群4枚。アタッチメントはφ55mmねじ込み。
- プリモター180mmF3.5 - 3群4枚。アタッチメントはφ67mmねじ込み。
- テレメゴール300mmF4.5 - 2群4枚。アタッチメントはφ82mmねじ込み。
- オレステゴール300mmF4 - 4群5枚。アタッチメントはφ95mmねじ込み。
- テレメゴール400mmF5.5 - 2群4枚。アタッチメントはφ82mmねじ込み。
- オレステゴール500mmF5.6 - 4群4枚。アタッチメントはφ118mmねじ込み。

シュナイダー・クロイツナッハブランドは以下の製品が知られている。
- Mコンポノン28mmF4 - ベローズ併用マクロレンズ。
- Mコンポノン50mmF4 - ベローズ併用マクロレンズ。
- クルタゴン40mmF4 - アタッチメントはφ104mmバヨネット。最短撮影距離0.5m。
- スーパーアンギュロン55mmF4.5 - シフトレンズ。アタッチメントはφ104mmバヨネット。最短撮影距離0.5m。
- クルタゴン60mmF3.5 - アタッチメントはφ67mmねじ込み。最短撮影距離0.6m。
- クセノター80mmF2.8 - アタッチメントはφ67mmねじ込み。
- ビオメター80mmF2.8 - アタッチメントはφ67mmねじ込み。最短撮影距離1m。
- クセノターE80mmF2.8 - アタッチメントはφ67mmねじ込み。最短撮影距離1m。
- エクサクタ80mmF2.8 - アタッチメントはφ67mmねじ込み。最短撮影距離0.95m。
- ジンマーSF135mmF5.6 - ベローズ併用。アタッチメントはφ49mmねじ込み。
- テレクセナー150mmF4 - アタッチメントはφ67mmねじ込み。最短撮影距離1.5m。
- ジンマーS180mmF5.6 - ベローズ併用。アタッチメントはφ62mmねじ込み。
- テレクセナー250mmF5.6 - アタッチメントはφ67mmねじ込み。最短撮影距離3m。
- バリオゴン75-150mmF4.5 - アタッチメントはφ95mmねじ込み。最短撮影距離1.8m。
- バリオゴン140-280mmF5.6 - アタッチメントはφ86mmねじ込み。最短撮影距離2.5m。

キルフィットブランドは以下の製品が知られている。
- マクロキラー90mmF2.8 - 最短撮影距離8in。
- キラー150mmF3.5 - 最短撮影距離5ft。
- パンテレキラー300mmF4 - 最短撮影距離5ft11in。
- テレキラー300mmF5.6 - 最短撮影距離9ft10in。
- スポーツフェルンキラー400mmF4 - 最短撮影距離16ft5in。
- フェルンキラー400mmF5.6 - 最短撮影距離32ft10in。
- ズーマーリフレクター500mmF5.6 - 反射望遠レンズ。
- スポーツフェルンキラー600mmF5.6 - 最短撮影距離65ft8in。
- ズーマーリフレクター1000mmF8 - 反射望遠レンズ。
- ズーマー170-320mmF4

### 135フィルム使用カメラ

#### コンタックス/ペンタコンシリーズボディー
M42マウント。カメラ・ウェルクシュテーテン・グーテ&トルシュより引き継いだ。コンタックス#一眼レフカメラのコンタックス/ペンタコンシリーズを参照のこと。

#### エクサクタRTL1000シリーズボディー
エクサクタ・バヨネットマウント。イハゲーが組み入れられた事で生産を引き継いだ。エクサクタ#エキザクタ・RTL1000シリーズを参照のこと。

#### プラクチカFXシリーズボディー
カメラ・ウェルクシュテーテン・グーテ&トルシュ#プラクチカFXシリーズを参照のこと。

#### プラクチカFX2/3シリーズボディー
カメラ・ウェルクシュテーテン・グーテ&トルシュ#プラクチカFX2/3シリーズを参照のこと。

#### ペンタコンスーパー・シリーズボディー
オプティック・カメラウェルクシュテーテン・VEBニーダーゼーリッツの「プラクチナシリーズ」の製造中止により、プラクチナII aのようなシステムカメラの供給が途絶えた事で、当時のプロ写真家から強い批判を受ることとなり、それに対処するべくM42マウントのための特別なアクセサリーを持つ新たなシステムカメラの制作の準備が1963年に始まった。
暫定的に「プラクチナN」の開発コードが附されたプロトタイプが制作され、その後1966年春のライプチヒ見本市において「ペンタコンスーパー」が初めて公開されたが、ボディ及びレンズ双方でTTL開放測光が可能であったために、下請けに高度な要求を課す事になり定められた期間内に完成させることができず、製造開始が大幅に遅れてしまった。
プロ用最高級モデルとして設計されたのでプロユーザーからは高い評価を得たが、そのために需要が限られてしまい、しかも高い技術内容に相応しい価額を要求されたために高価であり、それが需要をさらに減退させる要因となった。
結局当時のコンビナートVEBペンタコン・ドレスデンは、高価な最高品質のカメラの生産を継続することを捨て、安価なアマチュア用一眼レフカメラに集中する決定を下した。
1972年1月ペンタコンスーパーの製造は僅か1モデルだけをマーケットに送り出しただけで中止された。

なお「プラクチナ」についてはカメラ・ウェルクシュテーテン・グーテ&トルシュ#プラクチナ・シリーズを参照のこと。
- プラクチナN（PRAKTINA･N 1963年試作のみ）
- ペンタコンスーパー（PENTACON super 1968年発売）

#### プラクチカIV / Vシリーズボディー
折り畳み式ウェストレベルファインダーに替わって固定式プリズムファインダーが内蔵され、また部品の多くを新しく作り直したため、新規に設計し直したのとほとんど変わらなかた。
- プラクチカIV（PRAKTICA IV 1959年発売） - M42レンズマウント[10]。
コンデンサーレンズ付き固定式プリズムファインダーとマット式フォーカシングスクリーンが装備されていた[10]。
シャッターは1/2,1/5,1/10,1/25,1/50,1/100,1/200,1/500秒及びＢを持ったゴム引き布幕製フォーカルプレーンシャッターである[10]。
他の特徴として、チャージとフィルム送りノブが軍艦部に、巻き上げレバーが底部にあり、自動絞り機構を備え、X及びF用のシンクロ接点を持ち、裏蓋を取り外す事ができた[10]。
ネームプレートには黒地で“KW”マークが標されており、商品銘の「PRAKTICA IV」はその上部、ペンタプリズムカバーに標されていた[10]。
  - 第1の改良型（1959年発売） - ネームプレートの“KW”マークが無くなり、代わりに「PRAKTICA IV」と標されている[10]。
  - 第2の改良型（1960年発売） - フィルム巻き戻しノブの上半分がスライドして開き、クランクとして使えるようになっていた[11]。
    - プラクチカIV B（PRAKTICA IV B 1961年発売） - 第2の改良型に独立型の外部受光式セレン露出計が内蔵されたもの[11]。
また、巻き戻しノブにつまみ上げて使うクランクが付いていた[11]。
      - プラクチカIV BM（PRAKTICA IV BM 1961年発売） - プラクチカIV Bのコンデンサーレンズをスプリットイメージ付きに変えたもの[12]。
      - プラクチカIV FB（PRAKTICA IV FB 1963年発売） - プラクチカIV Bのフォーカシングスクリーンを中央部がマイクロプリズム、その周囲を円形マット、外側をフルネルという構成に変えたもの[12]。

    - プラクチカIV M（PRAKTICA IV M 1961年発売） - 第2の改良型のコンデンサーレンズをスプリットイメージ付きに変えたもの[11]。
    - プラクチカIV F（PRAKTICA IV F 1963年発売） - 第2の改良型のフォーカシングスクリーンを中央部がマイクロプリズム、その周囲を円形マット、外側をフルネルという構成に変えたもの[12]。
    - プラクチカV F（PRAKTICA V F 1964年発売） - 第2の改良型をクイックリターンミラー、倍数系列のシャッターダイヤル、中央部がマイクロプリズム、その周囲を円形マット、外側をフルネルという構成に変えたフォーカシングスクリーンにそれぞれ変更し、ファインダー内にフィルム巻き上げが済んでいないことを示す警告表示がついたもの[13]。
      - プラクチカV FB（PRAKTICA V FB 1965年発売） - プラクチカV Fに独立型の外部受光式セレン露出計が内蔵されたもの[13]。
また、巻き戻しノブにつまみ上げて使うクランクが付いていた[13]。

#### プラクチカ・ノバ・シリーズボディー
プラクチカIV / Vシリーズにおいて固定式ペンタプリズムファインダーを内蔵させたのは良かったが、反面デザインや使い勝手に改良すべき点が有った事と、大量生産に対応した製造技術の改善を図る必要があり、それらに対応すべくこのシリーズが新しく始められ、1965年ライプチヒ春の見本市で発表された。
- プラクチカVI（PRAKTICA VI 1964年試作のみ） - プラクチカ・ノバシリーズの基本モデルの原型で、プラクチカIV / Vシリーズとは機能や構造、デザインが全く異なる[15]。
- プラクチカ・ノバ（PRAKTICA nova 1965年発売） - M42レンズマウント。
新しいシャッター機構の採用によりフロントサイドのシャッターレリーズボタンがそれまでの水平方向から斜め方向になった[15]。
また中央部がスプリットイメージ、その周囲が円形マット、外側がフルネルとなっているフォーカシングスクリーンのついた固定式プリズムファインダーを内蔵し、クイックリターンミラー、自動絞り機構、1/2,1/4,1/8,1/30,1/60,1/125,1/250,1/500秒およびＢを持ったゴム引き布製フォーカルプレーンシャッターを装備していた[15]。
他にもシャッターチャージ及びフィルム送りがノブではなくレバー式となり、巻き戻しは折り畳み式クランクになった[15]。
軍艦部にX及びFのシンクロ接点が付けられた[15]。
ボディはダイカストに黒色塗装か黒い革張り、軍艦部は主要部分のみクロムメッキされていた[15]。
  - 第1の改良型（1966年発売） - フロントサイド下部にX及びFシンクロ接点が付いた[16]。
フォーカシングスクリーンがスプリットイメージとマイクロプリズム付きとなった[16]。
- プラクチカ・ノバB（PRAKTICA nova B 1965年発売） - 非連動式外部受光式セレン露出計が内蔵された[16]。
  - 第1の改良型（1966年発売） - プラクチカ・ノバ 第1の改良型に非連動式外部受光式セレン露出計を内蔵させたもの[17]。
- プラクチカ・マット（PRAKTICA mat 1965年発売） - ヨーロッパ初のTTL露出計付き35mm一眼レフカメラ[16]。
 VEBペンタコン・ドレスデンのゲアハルト・イエムリヒ（Gerhard Jehmlich）の原理の研究と数多くのテストの貢献により、パテントを回避するために設計に時間がかかったものの、プロトタイプが発表されるや『ヨーロッパ初のTTL露出計付き35mm一眼レフカメラ』との評価を勝ち得ることとなり、同時に外部受光式セレン露出計の欠点を克服することができた[14]。
他に1/1～1/1000秒までの倍数系列のゴム引き布製フォーカルプレーンシャッター、ペンタプリズムの下に置かれたTTL露出計のための絞り込み測光式のCdS受光素子、露出計及び絞り込み用の押しボタン式スイッチが装備された[16]。
またファインダー内に露出計指針による計測結果が表示する機能が付いていた[16]。
- ペンタフレックス SL（PENTAFLEX SL 1967年発売） - 軍艦部のデザインが変更され、フロントプレートが黒くなった[17]。
シャッタースピードが1/30～1/500秒に制限され、ファインダー内の撮影可能表示が無くなった[17]。
フォーカシングスクリーンがマット式になった[17]。
  - ポルスト・レフレックスFX3（PORST REFLEX FX3 1968年発売） - ニュルンベルクのポルスト社から受託しOEM生産したモデルで、白地のネームプレートに「PORST REFLEX FX3」と印刷されていたほかはペンタフレックス SLと同一機種[17]。

#### プラクチカPL ノバ1・シリーズボディー
プラクチカ・ノバ・シリーズが成功を踏まえ、新たに改良を加えたシリーズ。
主な改良点はシャッターがレリーズされた時にシャッターダイヤルが回転しなくなった事と、フィルム装填がオートマティック式になった事である。
このフィルム装填システムは「ペンタコン・ローディング・システム（Pentacon Loading System）」と名付けられ、一般的にはPLシステムと呼ばれている。
このシリーズに対する需要が大きかったため、様々なバリエーション、OEM生産による様々な銘、外国市場向けの特別なモデルなどが存在し、その全貌を窺い知るのは難しいのが実情である。

- プラクチカPL ノバ1（PRAKTICA PL nova 1 1967年発売） - プラクチカ・ノバ 第1の改良型をベースに作られたこのシリーズの基本モデル[19]。
シャッターダイヤルが回転しない、フィルム装填がPLシステムと呼ばれるオートマティック式になった、シャッタースピードが倍数系列になった以外はプラクチカ・ノバ 第1の改良型と同一である[19]。
  - ハニメックス・プラクチカ・ノバ1（HANIMEX PRAKTICA nova 1 1967年発売） - アメリカのハニメックス社から受託しOEM生産したモデルで、黒地のネームプレートに「HANIMEX PRAKTICA nova 1」と刻印されていたほかはプラクチカPL ノバ1と同一機種[19]。
- プラクチカPL ノバ1B（PRAKTICAPL nova 1B 1967年発売） - 非連動式外部受光式セレン露出計が内蔵された[19]。
  - ハニメックス・プラクチカ・ノバ1B（HANIMEX PRAKTICA nova 1B 1967年発売） - アメリカのハニメックス社から受託しOEM生産したモデルで、セレン露出計受光部のカバーに黒地で「HANIMEX PRAKTICA nova 1B」と表示されているほかはプラクチカPL ノバ1Bと同一機種[20]。
  - ペントール1B（Pentor 1B 1968年発売） - オランダ市場向けモデルで、セレン露出計受光部のカバーに黒地で「Pentor 1B」と表示されているほかはプラクチカPL ノバ1Bと同一機種[20]。
  - ポルストFX4（PORST FX4 1968年発売） - ニュルンベルクのポルスト社から受託しOEM生産したモデルで、セレン露出計受光部のカバーに黒地で「PORST FX4」と表示されているほかはプラクチカPL ノバ1Bと同一機種[20]。
- プラクチカPL エレクトロニック（PRAKTICA PL electronic 1968年発売） - 世界で初めて電気的にシャッターが制御されるシステムを搭載した35mm一眼レフカメラで、マグネットによりコントロールしていた[21]。
ほかに、30/1～1/500秒の14段階倍数系列のシャッタースピード、電池が無くなった際に1/60秒で作動する機械式シャッター、それまで二つだったのが一つにまとめられたX及びFシンクロ接点及びセレクターが搭載された[21]。
  - プラクチカPL エレクトロニックB（PRAKTICA PL electronic B 1969年試作のみ） - 非連動式外部受光式光電池露出計、露出計を見るためのルーペが搭載され、シンクロターミナルの形状が変更された[21]。
- プラクチカスーパーTL（PRAKTICA super TL 1968年発売） - CdS受光体によるTTL露出計つきペンタプリズムを搭載し、ファインダー内部に露出計指針による計測結果が表示されるようになった[21]。
またプロントサイドに露出計及び絞り込み用の押しボタンがついた[21]。
  - ハニメックス・プラクチカ・スーパーTL（HANIMEX PRAKTICA super TL 1969年発売） -  アメリカのハニメックス社から受託しOEM生産したモデルで、黒地のネームプレートに「HANIMEX PRAKTICA super TL」と刻印されているほかはプラクチカスーパーTLと同一機種[22]。
また一部には「HANIMEX PRAKTICA TL」と刻印されたものもある[22]。
  - ポルスト・レフレックスFX6（PORST REFLEX FX6 1970年発売） -  ニュルンベルクのポルスト社から受託しOEM生産したモデルで、黒地のネームプレートに「PORST REFLEX FX6」と印刷されているほかはプラクチカスーパーTLと同一機種[22]。
  - レビューフレックスSL（REVUEFLEX SL 1975年発売） -  ニュルンベルクのクウェレ社から受託しOEM生産したモデルで、飾り枠のない黒地のネームプレートに「REVUEFLEX SL」と印刷されているほかはプラクチカスーパーTLと同一機種[22]。

#### プラクチカL・シリーズボディー
1969年より性能、外観、製造技術の面で世界のマーケットの要求に応えるべく導入されたシリーズ。
基本設計の標準化により各製造工程の合理化が実現された。
「ラメレンシャッター」と呼ばれる金属幕シャッターを搭載しており、銘の「Ｌ」はこれに由来する。
レンズマウントはM42スクリューマウントで、たびたび製造中止が検討されながらも需要が途切れる事がなく、1989年12月に最後のモデルが製造出荷されるまで、初代プラクチカから数えて実に40年間も生産され続けた。
プラクチカはそれまで躯体の基本形が八角形だったが、このシリーズから長矩形に変更された。

##### 第1世代
新しい設計思想の第一歩となったシリーズで、基本設計はいつでも技術変化に対応できるよう工夫されていた。
そのためモデルによっては標準化率が70～90％に達し、部品の大部分は変更なしに新しいカメラに使用でき、これにより合理的な製造工程が可能となった。
独自設計による金属幕フォーカルプレーンシャッター、プラスティック部分のクロムメッキ、TTL開放測光のための全く新しい交換レンズとボディとの間の絞り値の伝達機構の三点がこのシリーズにおいて特に際立った特徴である。
いろいろな商社や販売会社のために様々なバリエーションが作られ、また工場自ら改良したモデルもあり、前シリーズ同様その全貌は窺い知ることが難しい。
またこのシリーズの最大の特徴はその製造台数の多さと廉価な絞り込みTTL付きカメラの世界的シェアの約50％を持っていたことである。

- プラクチカ L（PRAKTICA L 1969年発売） - 新しいプラクチカの基本モデルで、エクサクタのエクサクタ・RTL1000シリーズと共通の設計思想を持つモデルである[25]。
1/1～1/1000秒及びBを持った金属幕フォーカルプレーンシャッター、フロントサイドの斜めのシャッターボタン、中央部がマイクロプリズムでその周囲が円形マットそしてその外側がフルネルとなっているペンタプリズムファインダー、シャッターチャージが済んでいない事を示す警告表示（赤ベロ）、自動絞り機構、1/125秒のストロボ同調速度、PLシステム、自動復元式フィルムカウンター、クイックリターンミラーなどが装備及び搭載されていた[26]。
ボディはダイカストに黒い卷革が張られ、カバーはクロムメッキの薄い金属膜を持つプラスティック製で、これは当時としては画期的な技術だった[26]。
  - プラクチカ L マジックキューブ（PRAKTICA L Magic Cube 1971年試作品のみ） - 軍艦部にマジックキューブを差し込むアダプターが付いていた[26]。
ネームプレートの表示は「PRAKTICA L」[26]。
  - ポルスト・レフレックスCX3（PORST reflex CX3 1973年発売） - ニュルンベルクのポルスト社から受託しOEM生産したモデルで、ネームプレートに「PORST reflex」と標され、「CX3」はフロントサイドに標されていた[27]。
プラクチカ Lの軍艦部の形状が変更され前面の段差が無く斜めにカットされていたほか、ペンタプリズムカバーの形状がずんぐりとした台形に近いものになり、シャッターダイヤルにクロムメッキが施され、巻き上げレバーが黒いプラスティックカバー付きとなり、そしてシャッターボタンが大きくなった[27]。
  - プラクチカ・オートレフレックスＳ（PRAKTICA autoreflex Ｓ 1975年発売） - ニュルンベルクのリングフォト有限会社から受託しOEM生産したモデルで、ネームプレートに「PRAKTICA」、フロントサイドに「autoreflex Ｓ」と標されていた[27]。
プラクチカ Lと比べてシャッターボタンが大きくなった[27]。
- プラクチカ LLC（PRAKTICA LLC 1969年発売） - ボディ側の金メッキを施された三つの接触点と、交換レンズの接触点によって絞り値を電気的に伝達させる機能を世界で初めて持たせた35mm一眼レフカメラで最高級モデルである[27]。
TTL開放測光を備え、ファインダー内に露出計指針による計測結果が表示された[27]。
セルフタイマーが内蔵された[27]。
  - ポルスト・レフレックスCX8（PORST REFLEX CX8 1973年発売） - ニュルンベルクのポルスト社から受託しOEM生産したモデルで、ネームプレートに「PORST reflex」、フロントサイドに「CX8」標されていた[28]。
プラクチカ LLCとの違いは、軍艦部の前面の段差が無く斜めにカットされていたほか、ペンタプリズムカバーの形状がずんぐりとした台形に近く、クロムメッキを施されたシャッターダイヤル、黒い巻き戻しノブ、黒いカバーの付いた巻き上げレバー、大きなシャッターボタンである[28]。
- プラクチカ LTL（PRAKTICA LTL 1970年発売） - TTL絞り込み測光を採用し、押しボタン式の露出計及び絞り込みスイッチ、ファインダー内の露出計指針による計測結果の表示が装備され、セルフタイマーが内蔵されていた[28]。
  - ポルスト・レフレックスCX6（PORST REFLEX CX6 1972年発売） - ニュルンベルクのポルスト社から受託しOEM生産したモデルで、ネームプレートに「PORST reflex」、フロントサイドに「CX6」標されていた[28]。
ほかのプラクチカ LTLとの違いはポルスト・レフレックスCX8と同一[28]。
  - プラクチカ・オートレフレックスS-TL（PRAKTICA autoreflex S-TL 1975年発売） - ニュルンベルクのリングフォト有限会社から受託しOEM生産したモデルで、ネームプレートに「PRAKTICA」、フロントサイドに「autoreflex S-TL」と標されている[29]。
基本モデルはプラクチカ LTLでシャッターボタンが大きくなっている以外は同一である[29]。
  - レビューレフレックス TL（REVUE reflex TL 1975年発売） -  ニュルンベルクのクウェレ社から受託しOEM生産したモデルで、ネームプレートに「REVUE flex 」、フロントサイドに「reflex TL」と表示されている以外はプラクチカ LTLと同一機種[29]。
- プラクチカ LB（PRAKTICA LB 1972年発売） - 非連動式外部受光式セレン露出計を内蔵し、露出計指針による計測結果がファインダー内に表示された[29]。
またシャッター値と絞り値の組み合わせを読み取る目盛リングが巻き戻しノブ上にあった[29]。
  - ポルスト・レフレックスCX4（PORST REFLEX CX4 1973年発売） - ニュルンベルクのポルスト社から受託しOEM生産したモデルで、ネームプレートに「PORST reflex」、フロントサイドに「CX4」標されていた[30]。
ほかのプラクチカ LBと異なる点は軍艦部の前面の段差が無く斜めにカットされていたほか、ペンタプリズムカバーの形状がずんぐりとした台形に近く、クロムメッキを施されたシャッターダイヤル、大きなシャッターボタンである[30]。
  - プラクチカ・オートレフレックスSL（PRAKTICA autoreflex SL 1975年発売） - ニュルンベルクのリングフォト有限会社から受託しOEM生産したモデルで、ネームプレートに「PRAKTICA」、フロントサイドに「autoreflex SL」と標されている[30]。
シャッターボタンが大きいことを除けばプラクチカ LBと同一である[30]。
  - レビューレフレックス BL（REVUE reflex BL 1975年発売） -  ニュルンベルクのクウェレ社から受託しOEM生産したモデルで、ネームプレートに「REVUE flex」、フロントサイドに「reflex BL」と表示されている以外は、シャッターボタンが大きくなっている事を除けばプラクチカ LBと同一機種である[31]。
- プラクチカ LB-o（PRAKTICA LB-o 1973年発売） - ネームプレートに露出の計測のための灰色のスリットがあり、ファインダーシステムの中に露出計の目盛りがあった[30]。
またシャッターダイヤルの形状が変更され、シャッター値と絞り値の組み合わせを読み取る目盛リングが巻き戻しノブ上にあった[30]。
プラクチカシリーズ第1世代の中では製造台数が約300と際立って少ない[30]。
- プラクチカ VLC（PRAKTICA VLC 1974年発売） - プラクチカ LLCを基本フォーマットとし、ファインダーとフォーカシングスクリーンが交換式となり、ファインダーは'ウェストレベルプリズム視度調整付き高倍率'の3種類が用意されていた[31]。
またボディ側面にシンクロ接点があり、巻き戻しノブの色が黒く、シャッターボタンがプラクチカ LLCと比べて大きかった[31]。
付属品として巻き戻しノブの下に挿入して使用するシンクロ接点付きアクセサリーシューが用意されていた[31]。
  - プラクチカ VLCモーター（PRAKTICA VLC motor 試作品のみ） - ボディの色が黒で統一され、モータードライブ、リモコンシャッター、17mmフィルムバックが装備され、ポータブルな外部バッテリーケースが付属していた[32]。
このモデルは試作のみで実際に市販はされなかったが、後にシュタージが税関などで監視用などに使用したPRAKTICA System SR899(シュタージ用特殊カメラ)に使用されたものと酷似している[33]。
- プラクチカ LTL2（PRAKTICA LTL 2 1975年発売） - 基本モデルはプラクチカ LTLで、露出はTTL開放測光からファインダー内の二つの絞りの変化によって明るさの変わるライトフィールドを通して行い、比較フィールドと明るさが一致した時に適正な露出が得られる方式に変更された[32]。
巻き戻しノブが黒く、シャッターボタンが大きくなった[32]。
また製造途中で巻き上げレバーがプラスティック製のグリップ付きに変更された[32]。
- プラクチカ TL（PRAKTICA TL 1976年発売） - 基本モデルはプラクチカ LTLで、1/1～1/500秒のシャッタースピード、セルフタイマーが省かれ、巻き戻しノブの形状が変更され台座が薄くなり、シャッターボタンが大きくなったことが主な相違点である[32]。
プラクチカシリーズ第1世代の中ではプラクチカ LB-oと共に製造台数が約300と際立って少ない[30]。
- プラクチカ スーパーTL2（PRAKTICA superTL 2 1976年発売） - 基本モデルはプラクチカ TLでネームプレートの刻印が「PRAKTICA superTL2」となっている以外は同一機種[32]。
  - プラクチカ SR899 SLR シュタージ・スペツィアル・カメラ（PRAKTICA SR899 SLR Stasi-Spezial Kamera 一般には市販されず） - プラクチカ スーパーTL2を基本モデルにして東ドイツの秘密警察「シュタージ」が国境の税関などで監視用等に使用する目的のために製造されたモデルで、すべて「シュタージ」に納入された[34]。
シャッター音の大きいクイックリターンミラー方式ではなく音の静かな固定式ペリカルミラー方式が採用され、レンズマウントはM42スクリューマウントだが自動絞りピンは常に絞り込んだ状態に固定されていた[34]。
モーターがボディと一体化されており、このモーターは9V電源（単一電池6本を使用する）のバッテリーケースを繋いで使用する[34]。
向かって正面下にマニュアル式のフィルムカウンターがあり、カバーを外すと手動で動かせるようになっていた[34]。
軍艦部はクロムメッキの施されていない黒いプラスティック製で、簡単なアイピースが装着されていたほか、ファインダー内に露出計の指針などの表示は何もなかった[34]。
シャッターはプラクチカEE2やプラクチカEE3と同じ電子シャッターが採用されていたと思われ、マニュアルでのシャッタースピードは1/1,1/2,1/4,1/8,1/15,1/30,1/60,1/125,1/250,1/500秒で1/60秒でフラッシュとシンクロする設定になっており、ほかに絞り優先の“AE”を表す“A”とシャッターは切れるが幕が動かずフィルムだけを送る“MS”があり、シャッターダイヤルは巻き戻しノブの台座の部分にあった[34]。
裏蓋は着脱式でプラクチカ VLCモーターと同一の長尺マガジンと交換できた[34]。
モータードライブには電源用ソケットと遠隔操作用ソケットが付いていた[34]。
ボディには製造番号以外生産国も銘も表示がなく、その用途が伺われる[34]。
現在は一般でも中古品を手に入れることは可能であり、電源さえ用意できればペリカルミラー式の極めて音の静かなM42マウントAE一眼レフカメラとして普通に使用できるが、モータードライブは一齣の巻き上げに1.5秒くらいかかるので速写には向かない[34]。

##### 第2世代
第1世代で好評だったモデルに販売品目を集中させ、かつ細部を変更することにより始まったシリーズである。
変更されたのは、カメラ内部の反射防止塗装が改良されたこと、マルチコーティングのレンズが導入されたこと、軍艦部前面向かって左に機種名が表示され、ネームプレートには「プラクチカ」だけとなったこと、ほかに巻き上げレバーが黒いプラスティック製カバー付きとなったこと、シャッターダイヤルがクロムメッキになったこと、シャッターボタンが大きくなったことである。

- プラクチカ LTL3（PRAKTICA LTL3 1975年発売） - 第1世代のプラクチカ LTLをベースに細部を変更して製造された第2世代の基本モデル[36]。
ネームプレートには「PRAKTICA」のみで、軍艦部前面向かって左側に機種名である「LTL3」が表示されていた[36]。
ほかに黒色のプラスティックカバーの付いた巻き上げレバー、クロムメッキされたシャッターダイヤル、大きくなったしゃターボタンがシリーズとして正式に導入された[36]。
  - レビューフレックスTL202（REVUEFLEX TL 202 1976年試作のみ） - ニュルンベルクのクウェレ社から受託しOEMで試作したモデルで、ネームプレートに「REVUEFLEX」、軍艦部前面向かって左側に「TL 202」と表示され、プリズムカバーがずんぐりとした台形に近い形状になり、軍艦部前面の段差が小さくなっている以外はプラクチカ LTL3と同一[36]。
しかしこの頃既にプラクチカ第3世代の開発が相当進んでいたため、試作品止まりでクウェレ社との間で生産しないことで合意した[35]。
- プラクチカPLC2（PRAKTICA PLC2 1975年発売） - プラクチカ LLCを基本に据えて第2世代に共通する細部の変更を行ったモデルである[37]。
具体的には軍艦部向かって左前面に「PLC 2」の表示、プラスティック製カバー付き巻き上げレバー、クロムメッキが施されたシャッターダイヤル、大きなシャッターボタンである[36]。
- プラクチカL2（PRAKTICA L2 1975年発売） - プラクチカLを基本としている[38]。
変更点は軍艦部前面向かって左側に「L2」と表示されている以外は、第2世代に共通する細部の変更と同じである[38]。
  - レビューフレックスS200（REVUEFLEX S200 1976年試作のみ） - プラクチカL2を基本とし、ネームプレートに「REVUEFLEX」、軍艦部前面向かって左に「S200」と表示されているほか、プリズムカバーがずんぐりとした台形に近い形、軍艦前面の段差が小さくなった[38]。
1976年当時既にペンタコンでは次のシリーズの開発が進められていたため、OEM委託元であるクウェレ社との間で生産しない合意が為された[38]。
- プラクチカ LB2（PRAKTICA LB2 1976年発売） - ベーシックはプラクチカ LB[38]。
細部の変更は第2世代共通のもので、機種名は軍艦部向かって左前面に「LB2」と表示されていた[38]。
  - レビューフレックスSL201（REVUEFLEX SL201 1976年試作のみ） - ニュルンベルクのクウェレ社からOEMを受託したが、生産はしない合意が両者の間でかわされたために試作品のみで終わったモデルである[39]。
基本形はプラクチカ LB2である[39]。
ネームプレートに「REVUEFLEX」、向かって左前面に機種名の「SL201」が表示され、プリズムカバーの形状がずんぐりした台形に、軍艦部前面の段差が小さくなっていた[39]。
- プラクチカ VLC2（PRAKTICA VLC2 1976年発売） - プラクチカ VLCをその基本とし、第2世代共通の細部の変更が加えられた以外に、プリズムカバーがずんぐりとした台形に近い形になり、ネームプレートの上下の幅が細くなり、軍艦部前面向かって左に機種名である「VLC2」が表示されていた[39]。
- プラクチカ EE2（PRAKTICA EE2 1977年発売） - TTL開放測光で電気的に絞り値を伝達することができた絞り優先オートマティックカメラであり、当時のドレスデンではもっとも革新的な技術であった[35]。
基本形はプラクチカPLC2で全面黒色塗装の高級機種で、1/1～1/1000秒の絞り優先AE、1/30,1/60,1/125,1/250,1/500,1/1000秒のマニュアルシャッター、±2段階の露出補正、ファインダー内のシャッタースピードの目盛りと露出計指針、及びアイピースシャッターが搭載及び装備されていた[39][40]。
軍艦部前面向かって左側に「EE2」の表示がなされていた[39]。
- プラクチカ DTL2（PRAKTICA DTL2 1978年発売） - プラクチカ LTL2を基本としている[41]。
最大の特徴は露出計指針を四つの発光ダイオードを使用した露出計測結果の表示に変更したことだったが、既に第3世代が市場に登場していたこともあり、僅か185台が製造されただけで生産が中止されてしまった[42]。
軍艦部向かって左側前面に「DTL2」と機種名が表示されていた[41]。

##### 第3世代
第2世代はマーケットで好評を博していたが、さらに全体としてカメラの使用価値を高める必要が生じた事から導入されたシリーズで、細部にさらに改良が加えられていた。

- プラクチカ スーパーTL3（PRAKTICA super TL3 1978年発売） - プラクチカ スーパーTLをベースとし、これにスプリットイメージとマイクロプリズムが付いた明るく大きなファインダー像と改良されたフルネルレンズ式のフォーカシングスクリーンが装着され、ファインダー内に露出オーバー及びアンダーを警告するための±表示、ボディにケーブル接続用のシンクロ接点追加された[43]。
特にシンクロ接点はホットシューと同時に使用できるため、二つのフラッシュを使ったデュアルフラッシュ撮影が可能となった[43]。
ほかにはグリップを良くするためにカバーリングに突起のあるものが使われ、シャッターダイヤルがクロムメッキを施したものに、巻き上げレバーがプラスティックカバーの付いたものに変更された[44]。
軍艦部前面左側に「super TL3」の表示があった[44]。
- プラクチカMTL3（PRAKTICA MTL3 1978年発売） - 基本モデルはプラクチカ LTL3である[44]。
本来であれば『プラクチカ LTL4』となるはずだが、「プラクチカ MTL3」と名付けられた[43]。
このモデルは第3世代ではもっとも成功したモデルで、全体の70%のシェアを誇っていた[43]。
プラクチカ LTL3に第3世代の共通の改良点である、スプリットイメージとマイクロプリズムの付いた改良型フルネルレンズ式フォーカシングスクリーン、ファインダー内に露出オーバー及びアンダーを警告するための表示、ケーブル接続のフラッシュのためのシンクロ接点、グリップしやすくするための突起のついたカバーリングが追加変更されたものである[44]。
軍艦部前面左側に機種名の「MTL3」が表示されていた[44]。
  - レビューフレックスTL1（REVUEFLEX TL1 1979年発売） - ニュルンベルクのクウェレ社から受託しOEM生産したモデルで、ネームプレートに「REVUEFLEX」、軍艦部前面左側に「TL1」の刻印がなされていた[44]。
基本形はプラクチカ MTL3で、プリズムカバーがずんぐりとした台形に近い形に、巻き上げレバーがプラスティックカバーの付いた黒色に、巻き戻しノブも黒色に変わっているほか、シンクロ接点が省かれている[44]。
  - レビューフレックスTL25（REVUEFLEX TL25 1981年発売） - ニュルンベルクのクウェレ社から受託しOEM生産したモデルで、ネームプレートに「REVUEFLEX」、軍艦部前面左側に「TL25」の刻印がなされていた[45]。
基本形はプラクチカ MTL3で形状はレビューフレックス TL1とほぼ同一だが、巻き上げレバーと巻き戻しノブにクロムメッキが施されていた[45]。
- プラクチカPLC3（PRAKTICA PLC3 1978年発売） - 基本となったのはプラクチカPLC2 で、それに第3世代の共通の改良点である、スプリットイメージとマイクロプリズムの付いた改良型フルネルレンズ式フォーカシングスクリーン、ファインダー内に露出オーバー及びアンダーを警告するための表示、ケーブル接続のフラッシュのためのシンクロ接点、グリップしやすくするための突起のついたカバーリングを附加したモデルである[45]。
軍艦部前面左側に「PLC3」の表示がなされていた[45]。
- プラクチカVLC3（PRAKTICA VLC3 1978年発売） - 第2世代のプラクチカ VLC2を基にし、スプリットイメージとマイクロプリズムの付いた改良型フルネルレンズ式フォーカシングスクリーとグリップしやすくするための突起のついたカバーリングに変更されたモデルである[45]。
軍艦部前面左側に「VLC3」の刻印がなされていた[45]。
- プラクチカEE3（PRAKTICA EE3 1979年発売） - 第2世代のプラクチカ EE2とほぼ同一機種だが、フォーカシングスクリーンがスプリットイメージとマイクロプリズムの付いたフルネルレンズ式に変更され、ボディにシンクロターミナルが追加された[46]。
軍艦部前面左側に「EE3」の表示がなされていた[46]。
- プラクチカDTL3（PRAKTICA DTL3 1979年発売） - 1979年2月末に生産が中止された第2世代のプラクチカDTL2を復活させたもので、同年6月から製造が再開された[47]。
第3世代として復活したため、フォーカシングスクリーンがスプリットイメージとマイクロプリズムの付いたフルネルレンズ式となり、ボディにシンクロ接点が追加され、突起のついたカバーリングが採用された[46]。
また、シャッターダイヤルと巻き戻しノブにクロムメッキが施された[46]。
軍艦部前面左側に「DTL3」の表示[46]。

##### 第4世代
M42スクリューマウントは既に陳腐な物になっているとしてすぐにでも製造が中止される予定であったが、廉価なプラクチカＬシリーズに対する需要が減退しなかったために、TTL開放測光のカメラをさらに改良して継続することになり導入されたシリーズである。
これに伴い第3世代のプラクチカPLC3、プラクチカVLC3、プラクチカEE3は生産が中止された。
1980年初頭に市場に登場した現代的なバヨネットマウントのプラクチカＢシリーズとモロに競合しその陰に隠れて目立たなかったが、不思議にもプラクチカＬシリーズでは最も成功を収めたシリーズとなった。
プラクチカMTL5BとプラクチカMTL50の1989年12月の出荷を最後に初代プラクチカ以来の40年の歴史に幕を閉じた。

- プラクチカスーパーTL1000（PRAKTICA superTL1000 1980年発売） - プラクチカMTL3の改良型である[50]。
第4世代における改良点である、レフレックス像によるピント合わせを容易にするためのダブルスプリットイメージの付いた新タイプのフォーカシングスクリーンが導入され、ボディのカバーリングが模様入りの滑らかなものに変更された[50]。
また、シンクロ接点及びセルフタイマーが省かれている[50]。
軍艦部前面左側に「super TL1000」と表示されている[50]。
  - プラクチカスーパーTL1000 第1の改良型（1984年発売） - セルフタイマー及びシンクロ接点が省かれたモデルである[51]。
- プラクチカ スーパーTL500（PRAKTICA superTL500 1981年発売） - 第4世代に採用された改良点であるところの模様入りの滑らかなカバーリングのほかに、1/1～1/500秒までのシャッタースピード[注釈 3]、スプリットイメージとマイクロプリズム及びその周囲が円形マットになったフルネルレンズ式フォーカシングスクリーンが採用された[50]。
なお製造期間中にマイクロプリズムからスプリットイメージ付きのフォーカシングスクリーンに変更されたため、ファインダー内の露出オーバー及びアンダーを示す±の表示が無くなった[50]。
軍艦部前面左側に「super TL500」と表示されている[50]。
- プラクチカMTL5（PRAKTICA MTL5 1983年発売） - プラクチカMTL3の改良したモデルである[50]。
フォーカシングスクリーンがスプリットイメージとマイクロプリズム及びその周囲が円形マットになったフルネルレンズ式となり、ボディのカバーリングが滑らかなものになったほか、巻き上げレバーに黒いプラスティック製のカバーが付き、シャッターダイヤルと巻き戻しノブが黒くなった[50]。
軍艦部前面左側に「MTL5」と表示されている[50]。
  - レビューフレックスTL25 第1の改良型（1983年発売） - レビューフレックスTL25の改良型でラインナップとしてはプラクチカMTL5のバリエーション[51]。
ニュルンベルクのクウェレ社から受託しOEM生産したモデルで、ネームプレートに「REVUEFLEX」、軍艦部前面左側に「TL25」と表示されていた[51]。
プリズムカバーがずんぐりとした台形に近い形で軍艦部前面の段差が小さくなっていた[51]。
カバーリングに突起が付いていたほか、巻き上げレバーに黒いプラスティック製のカバーが付き、シャッターダイヤルと巻き戻しノブが黒くなった[51]。
  - レビュー ML（REVUEFLEX ML 1984年発売） - プラクチカMTL5のバリエーションで、ニュルンベルクのクウェレ社から受託しOEM生産したモデルで、ネームプレートに「REVUEFLEX」、軍艦部前面左側に「ML」と表示されていた[51]。
ボディの色が黒色で、マイクロプリズムが追加されたスプリットイメージ式フォーカシングスクリーンに変更された[51]。
    - レビュー ML 第1の改良型（1986年発売） - ニュルンベルクのクウェレ社から受託しOEM生産したモデルで、ネームプレートに「REVUEFLEX」、軍艦部前面左側に「ML」と表示されていた[53]。
フォーカシングスクリーンがダブルスプリットイメージ、マイクロプリズム、及び周囲が円形マットの新タイプのフルネルレンズ式となり、ボディにあったシンクロターミナルが無くなった[53]。
    - レビュー ML 第2の改良型（1987年発売） - ニュルンベルクのクウェレ社から受託しOEM生産したモデルで、電池の収納場所が小さくなった[54]。

  - プラクチカMTL5 第1の改良型（1985年発売） - ダブルスプリットイメージ、マイクロプリズム、及び周囲が円形マットの新タイプのフルネルレンズ式フォーカシングスクリーンに変更されたほか、シンクロ接点が省かれ、使用電池がアダプターを用いてLR44を使用するようになった[53]。
    - プラクチカMTL5B（PRAKTICA MTL5B 1985年発売） - プラクチカMTL5 第1の改良型のバリエーションであり、軍艦部前面左側に「MTL5B」と表示されていたほか、電池の収納場所が小振りになった[53]。
プラクチカMTL50と共にプラクチカ・シリーズの掉尾を飾ったモデルである[48]。
      - プラクチカMTL50（PRAKTICA MTL50 1985年発売） - 軍艦部前面左側に「MTL50」と表示されていたほか、二つの発光ダイオードを使ったTTL露出計測光の表示機能が付加された[54]。
プラクチカMTL5Bと共にプラクチカ・シリーズの掉尾を飾ったモデルである[48]。

#### プラクチカBシリーズボディー
1979年12月新たなプラクチカの時代が幕を開けた。

現代的なコンパクトな設計のオートマティックカメラであり、レンズマウントもこれまでのM42スクリューマウントからよりレンズ交換がし易いプラクチカ・バヨネットマウントに変更された。
銘の「Ｂ」はこれに由来する。

最大の特徴は最新のマイクロエレクトロニクスの助けによる40/1～1/1000秒までのオートマティックシャッターと、高性能のGPDが使用されレンズからボディへの絞り値の伝達が電気的に行われるTTL開放測光が装備されたことである。
また、創造的な撮影のためにマニュアルシャッターも1/1～1/1000秒まで可能であり、新しいTTL露出計及びシャッタースピードの電気的制御もマニュアル時においても使用が可能であった。
ボディの基本形状はプラクチカLシリーズ時代の長矩形からそれ以前の八角形に戻り角には丸みを持たせてあった。
また、軍艦部前面右側に「electronic」との表示がシリーズ通して入っていた。

##### オートマティック/マニュアル・シリーズ
- プラクチカB200（PRAKTICA B200 1980年発売） - プラクチカ・バヨネットマウントであり、現代的でコンパクトな設計のオートマチック・プラクチカの幕開けを担ったモデルである[55]。
シャッタースピードはオートマティック時にはTTL開放測光により40/1～1/1000秒までの絞り優先AE、マニュアル時にはそれをもとに1/1～1/1000秒での撮影が可能だった[56]。
シャッター機構は金属幕フォーカルプレーンシャッターで1/90秒のXシンクロ付きであった[56]。
ファインダー内に絞り値、露出オーバー及びアンダー、14個のLEDによるシャッター速度が表示された[56]。
±2の露出補正、AEロックが可能であり、絞り込みレバーがマウント部に装備されていた[56]。
ホットシューに加えてボディ側にシンクロ接点がありデュアルフラッシュ撮影が可能[56]。
セルフタイマーが装備され、フィルムカウンターは自動復元式、モータードライブの接続端子が底面にあった[56]。
軍艦前面左側に「B200」と表示されていた[56]。
  - プラクチカB200 第1の改良型（1982年発売） - ボディ及び裏蓋のカバーリングが滑らかなものになっていた[56]。
オプションサービスではあったが、軍艦部と底板をクロムメッキ仕上げにすることができた[56]。
    - プラクチカBCX（PRAKTICA BCX 1983年発売） - イギリス向け輸出専用のプラクチカB200 第1の改良型モデル[57]。
軍艦部と底板がクロムメッキ仕上げになっていた[57]。
軍艦前面左側に「BCX」と表示されていた[57]。
- プラクチカBC1（PRAKTICA BC1 1984年発売） - システム化されたコンピューター制御のストロボ機器を接続する専用ターミナルがホットシューに追加されたほか、発光ダイオードによるストロボ・レディライトがファインダー内に装備された[57]。
軍艦前面左側に「BC1」と表示されていた[57]。
  - プラクチカBC1 第1の改良型（1985年発売） - 軍艦部上にメモリによる露出補正方法が組み込まれ、フィルム感度設定ダイヤルがプラスティック製に変更された[57]。
  - イエナフレックスAM-1（JENAFLEX AM-1 1985年発売） - プラクチカBC1 第1の改良型のバリエーションで、ボディ前面にホールドしやすくするためのグリップが追加されていた[58]。
ネームプレートに「JENAFLEX」の刻印、軍艦部前面左側に「AM-1」の刻印、ボディ前面右側のカバー上にカール・ツァイス・イエナのシンボルマークが入っていた[58]。
  - プラクチカBC3（PRAKTICA BC3 1987年発売） - プラクチカBC1 第1の改良型のオランダ向け輸出専用モデルである[58]。
ボディ前面にホールド性を高めるためのグリップ追加され、裏蓋のカバーリングが斜め縞の革張りになっていた[58]。
軍艦部前面左側に「BC3」の刻印、ボディ前面右側のカバー上に『ペンタコン』のシンボルマークが入っていた[58]。

##### オートマティック・シリーズ
マーケットにおけるプラクチカBシリーズのシェアを拡大するために、「プラクチカBシリーズ・オートマティック/マニュアルシリーズ」を一部改良し、一般的なアマチュア向けモデルとして導入されたシリーズで、1981年12月に出荷されたプラクチカB100がその幕を切って落とした。
廉価であること、マニュアルシャッターを省略したこと、シャッタースピードは絞り優先AEで1/1～1/1000秒までとしたことが前シリーズからの変更点であると同時にこのシリーズの特徴でもあった。

- プラクチカB100（PRAKTICA B100 1981年発売） - プラクチカB200を基本モデルとし、絞り優先AEのみの仕様で計画されたもの[61]。
特徴として、1/1～1/1000秒までの絞り優先AEの付いた金属幕フォーカルプレーンシャッター、TTL開放測光、ダイオードではなく指針によるシャッタースピードの表示、±2段階の露出補正が採用され、AEロックが省かれていた[61]。
軍艦部前面左側に「BC100」の表示が入っていた[61]。
  - プラクチカB100 第1の改良型（1983年発売） - ボディ及び裏蓋のカバーリングが滑らかなものになった[61]。
    - プラクチカBCオート（PRAKTICA BCauto 1985年発売） - プラクチカB100 第1の改良型の特定マーケット向けモデルで、軍艦部及び底板にクロムメッキが施されていた[61]。
軍艦部前面左側に「BCauto」の表示が入っていた[61]。
- プラクチカBCA（PRAKTICA BCA 1986年発売） - 1/1～1/30秒と1/60～1/1000秒を示す二つの発光ダイオードを使ったシャッタースピード表示[注釈 4]が採用され、ファインダー内に露出オーバー及びアンダーをLEDで表示する機能と発光ダイオードによるストロボ・レディライト[注釈 5]が付けられた[62]。
Xシンクロ同調速度が1/60秒となり、システム化されたコンピューター制御のストロボ機器専用のシンクロ接点がホットシューに追加された[62]。
使用電池はPX28もしくはそれとの互換電池である4SR44または4LR44である。またアダプターを介することで、SR44もしくはLR44またはAG13を4個使用してもよい。
軍艦部前面左側に「BCA」と表示されていた[62]。
  - イエナフレックスAC-1（JENAFLEX AC-1 1987年発売） - プラクチカBCAのバリエーションで、ボディ前面にホールドしやすくするためのグリップが追加されていた[62]。
ネームプレートに「JENAFLEX」の刻印、軍艦部前面左側に「AC-1」の刻印、ボディ前面右側のカバー上にカール・ツァイス・イエナのシンボルマークが入っていた[62]。
- プラクチカBCS（PRAKTICA BCS 1989年発売） - プラクチカBCAからファインダー内の絞り値表示、モータードライブ用の接続端子、露出補正機構を省いたモデル[62]。
また、裏蓋が斜め縞の革張りになっていた[62]。
ボディ前面右側のカバー上に黒無地のプレートが嵌め込まれているが、これには何も表示されていない[62]。
軍艦部前面左側に「BCS」と表示されていた[62]。
プラクチカBMSと共に1990年12月まで製造が続けられ、プラクチカBシリーズの掉尾を飾ったモデルでもある[62]。
- プラクチカBCC（PRAKTICA BBC 1989年） - プラクチカBCSからセルフタイマーを省いたモデル[63]。
軍艦部前面左側に「BCC」と表示されていた[63]。

##### マニュアル・シリーズ
カメラの世界的な開発の流れは自動露出の方向に舵を切ってはいたが、マニュアル露出カメラの需要は減退しなかった。
自動露出ではなく、自らシャッター速度と絞り値を決めて創造的に撮影を行いたいカメラファンのニーズに応えるべく誕生したシリーズである。
レンズの絞り値をボディに電気的に伝達するTTL開放測光露出計は採用されてはいたが、シャッタースピードと絞り値の自由な選択によって適正露出を得る方式とし自動露出は完全に放棄されていた。
但しプラクチカBシリーズの重要な機能、則ち露出オーバー及びアンダーの表示、ファインダー内のストロボ・レディライト、ファインダー内の絞り値表示、2分割スプリットイメージ及びマイクロプリズムそして周囲が円形マット付きフォーカシングスクリーンは全て継承されていた。

- プラクチカBMS（PRAKTICA BMS 1989年発売） - 意識的に自動露出機能が放棄されたモデルで、4/1～1/1000秒までの電子制御マニュアル式フォーカルプレーンシャッター、TTL開放測光、露出のオーバー及びアンダーの表示、ファインダー内にシャッタースピードと絞り値の表示、システム化されたコンピューター制御のストロボ機器用レディライト及びセルフタイマーが装備装着されていた一方で絞り込みレバーが無くなった[65]。
軍艦部前面左側に「BMS」と表示されていた[65]。
プラクチカBCSと共に1990年12月まで製造が続けられ、プラクチカBシリーズの掉尾を飾ったモデルでもある[65]。
  - レビューBC2（REVUE BC2 1990年発売） - プラクチカBMSのバリエーションで、ニュルンベルクのクウェレ社から受託しOEM生産したモデルであり、ネームプレートに「REVUEFLEX」、軍艦部前面左側に「BC2」と表示されていた[65]。
- プラクチカBM（PRKTICA BM 1990年発売） - プラクチカBMSからセルフタイマーが省かれたモデルである[65]。
軍艦部前面左側に「BM」と表示されていた[65]。

#### プラクチカBXシリーズボディー
製造プロセスの更なる合理化を進めると共に、ユーザーの使用価値を高める目的で導入されたシリーズである。
銘の由来はバヨネット・マウントの「Ｂ」とDXコードの「Ｘ」である。
前シリーズからの重要な変更点としては、作動メカニズムの最適化、調整の容易化、製造コストの引き下げ、金属膜シャッターの制御方法をハサミ型クランク駆動から並行クランク駆動に変更、現代的なデザインと人間工学に基づいた合理的な設計の導入、TTLオートフラッシュ機能とそのための接点をホットシューに追加、新型ワインダーの導入、DXコードシステムの導入であった。
このシリーズは1990年12月31日をもって製造中止となったが、その当時既にオートマティック機能及び性能やデザインを国際的なスタンダードに合わせた後続モデルが計画されていた。
しかしそれは統一後の経済変化の荒波の中でペンタコンの解散という抗い難い現実により幻に終わってしまった。

- プラクチカBX20（PRAKTICA BX20 1988年発売） - このモデルが発売された当時は、東ドイツ国内にDXコードの付いた35mmフィルムのマーケットが存在していなかったためフィルム感度の自動設定機能は装備されていなかった[67]。
しかしながら、TTLオートフラッシュ、性能が良く1秒間に3齣の撮影が可能で接続が簡単で接続端子のあるこれまでのプラクチカBシリーズのボディにも使用できるよう設計されたワインダー、そして魅力的な外観が功を奏し好スタートを切ることができた[67]。
他にもTTL開放測光が採用され、電子的絞り値の伝達、露出オーバー及びアンダーの表示、チャージ済んていないことを示す赤色のインジケーター、システム化されたコンピュータ制御のストロボ機器によるTTLオートフラッシュ機能、毎秒3齣の電動駆動ワインダー、及び絞込みレバーを兼ねたセルフタイマー・レバーが採用装備された[68]。
ファインダー内には、14個のLEDを使用したシャッタースピードの表示、絞り値の表示、ストロボ・レディライト、LEDによる露出補正及びAEロックの使用の表示がなされるようになっていた[68]。
40/1～1/1000秒までの自動露出が可能なダブルマグネット式金属幕フォーカルプレーンシャッターを搭載し、他方TTL開放測光による1/1～1/1000までのマニュアル撮影も可能であった[68]。
軍艦部前面左側に「BX20」と表示されていた一方で、軍艦部前面右側に「electronic」の表示はなく、これはこのプラクチカBXシリーズ共通である[68]。
プラクチカBXシリーズの4機種の中で唯一1990年12月31日の生産中止の時まで製造が続けられていたモデルである[69]。
- プラクチカBX10DX（PRAKTICA BX10DX 1989年発売） - このモデルからDXコードによるフィルム感度の自動設定機能が導入された[68]。
その一方でマニュアルシャッターは省略され、露出補正及びAEロックは可能ではあったがファインダー内の表示がなくなり、システム化されたコンピューター制御のストロボ機器の使用も可能だったがTTLオートフラッシュ機能は装備されていなかった[68]。
軍艦部前面左側に「BX10DX」と表示されていた[68]。
このモデルは低廉なオートマティックモデルをユーザーに提供するという計画のもと機能を省いて製造されたのだが、結局その計画は放棄されてしまい、そのため製造台数が500に満たず事実上サンプルカメラとして扱われていたが、近年その稀少性からコレクターズアイテムとなっている[66]。
- プラクチカBX21DX（PRAKTICA BX21DX 1990年発売） - プラクチカBX20にDXコードによるフィルム感度の自動設定機能を持たせたモデルである[70]。
軍艦部前面左側に「BX21DX」と表示されていた[70]。
製造計画が早々に放棄されてしまったために製造台数が30台に満たない[70]。
- プラクチカBX20s（PRAKTICA BX20s 1990年発売、1992年発売） - プラクチカBX21DXの外観を現代的なデザインに変更し、使用方法が一目で分かる様にする工夫がなされ、製造技術も改良されたモデルである[70]。
軍艦部前面左側に「BX20s」と表示されていた[70]。
プラクチカBXシリーズ最後のモデルであり、唯一シュナイダー・クロイツナッハに買収後も引き継がれ、1997年に設立された「シュナイダー・ドレスデン」へと更に引き継がれたモデルである[70]。
ペンタコン時代は僅か37台しか製造されなかった。
しかし買収後の1992年に製造が再開され、主力モデルとして3万台以上も製造された。
そして2001年6月にプラクチカBX20s last series がペンタコン有限会社（1998年に社名を再び"ペンタコン"に戻している）から発売されるまで生産が続けられた[注釈 6]。
ボディのカラーリングが緑や緑と黒のモデルも僅かながら生産された[70]。
  - 以下に挙げるモデルはシュナイダー・クロイツナッハに買収された後に製造されたモデルである[注釈 7]。
    - プラクチカBX20H（PRAKTICA BX20H 1993年発売）
    - プラクチカBX20D（PRAKTICA BX20D 1994年発売）
    - プラクチカBXED-system 1st（PRAKTICA BXED-system 1st 1996年発売）
    - プラクチカBXED-system 2nd（PRAKTICA BXED-system 2nd 1996年発売）
    - プラクチカBXEDH（PRAKTICA BXEDH 1996年発売）
    - プラクチカBX20s "letzte Serie"（PRAKTICA BX20s last series 2001年発売）
    - プラクチカBX20s green（PRAKTICA BX20s green 発売年不明 約280台生産）
    - プラクチカBX20s black/green（PRAKTICA BX20s black/green 発売年不明 約155台生産）
    - プラクチカRX1"Dummy"（PRAKTICA RX1 "Dummy" 製造されず） - 設計者のためのシミュレーションモデル。

  - "プラクチカBXシリーズボディー"には以下に記すボディも存在するが、これは正規にペンタコン・ドレスデン、もしくはシュナイダー・ドレスデン、またはペンタコン有限会社で生産されたものではない。
    - プラクチカBX20s new young generation（PRAKTICA BX20s new young generation 発売年不明） - 発売年は不明だが、製造番号は1998年製造である事を示している。おそらくPRAKTICA BX20sの改竄品であろうと思われる

#### ペンチナシリーズボディー
1/50秒が同調の限界であるため日中シンクロ撮影に不向きなフォーカルプレーンシャッターに替わり、全ての露出時間にシンクロできるレンズシャッターを採用したシリーズ。
 VEBカメラ＆キノヴェルケ・ドレスデンで設計された、1/1～1/500秒までとＢのついたプレストール（Prestor）がシャッターユニットとして組み入れられたが、レンズの後ろにあるビハインドシャッターとして設計されたために交換レンズの範囲が限られ、このシリーズ用として30,50,85,135mmの焦点距離のレンズが用意された。
 形と色は当時の流行に従い、外観はより明るくより親しみやすく作られた。
縁取りとフロント部分はシルバーアルマイト処理もしくはゴールドアルマイト処理がされていたが、これは単に輸入されたアルマイトの種類が様々であったためであって、マーケットを意識したものでは無かった。
また、シルバーアルマイト処理の時は巻革が茶色、ゴールドアルマイト処理の場合は巻革は黒色だった。

##### 第1世代
- ペンチナE[注釈 8]（1961年発売） - 露出計なしの安価なモデルである[74][75]。
レンズマウントはスピゴットマウント[74][75]。
マット面のフォーカシングスクリーン付きレフレックスファインダーで、接眼部にアクセサリーを付けることができた[75]。
シャッターボタン及びシャッターチャージは左手用であり、巻き上げレバーは格納式で、セルフタイマーが内蔵され、M、X用の同調可能なフラッシュシンクロが装備されていた[75]。
フィルムカウンターは手動式で、プッシュ式のフィルム巻き戻しボタンや、引き出し式の巻き戻しクランク、そしてフィルムの種類及び感度のメモ用指標が付いていた[75]。
絞り優先オートで、絞りリングとシャッターリングの上限と下限がそれぞれ連動していて、どちらかのリングが限度に達するとそれ以降は二つのリングが同時に動く仕組みだった[75]。
- ペンチナF[注釈 9]（1961年発売） - ペンチナEに外光部受光式セレン露出計を内蔵したモデル[74][75]。
軍艦部上の露出計指針窓で露出の設定をする方式だった[75]。
- ペンチナII M（1962年発売） - スプリットイメージ付きフォーカシングスクリーンを装備したモデル[76]。
外見上ははペンチナFと同じでセレン露出計カバーの表示が違うだけ[76]。

##### 第2世代
ペンチナFが好評を博したので、それを更に改良したシリーズである。

- ペンチナ（1963年発売） - ペンチナFと同型。違いはセレン受光部カバーに「PENTINA」と表示されている事と、レンズのピント調節リングにアルマイト加工された縁がある事[76]。
- ペンチナM（1963年発売） - ペンチナと同型。違いはセレン受光部カバーに「PENTINA M」と表示されていた事と、スプリットイメージ付きフォーカシングスクリーンがガラス製である事[77]。
- ペンチナFM（1963年発売） - ペンチナと同型。違いはセレン受光部カバーに「PENTINA FM」と表示されていた事と、フォーカシングスクリーンにスプリットイメージと円形マットが付いた事[77]。
- ペンチナEE[注釈 10]（1964年発売） - セレン光電池式露出計が無い[74]。にもかかわらず露出計カバーが付いていて「PENTINA E」と表示されていた[77]。

#### ペンチナシリーズレンズ
キヤノンに似たブリーチロックになっているが、締め付けリングはボディー側にある。絞りはレンズにあって常に最小絞り側にスプリングが効いており、マウント内部に突き出すピンの長さで絞りを制御する方式。
- リディット30mmF3.5[74]
- テッサー50mmF2.8[74]
- カルディナー85mmF2.8[74]
- ドミゴール135mmF4[74]

#### その他
- ペントナ（1956年発売）- VEBカメラヴェルケ・ニーダーゼーリッツ製の簡素な機構の簡易型カメラで35mmフィルムを使用。シャッターはPRIOMAT銘のリーフシャッターでエヴァレディ式のためフィルムを巻き上げていなくてもシャッターが切れる。ファインダーは目測式。シャッタースピードは1/30,1/60,1/125秒とBの4種類のみ。裏蓋・底蓋及び両側面が一体化したカバー。フィルム圧板は本体側に蝶番で止められている。暗箱の両側面に簡易な円環状のスプール受けとパトローネ受けが付いている。標準レンズは多くは「エルンスト・ルードヴィッヒ」のMeritarだが、一部「マイヤー・オプティク・ゲルリッツ」のTrioplanになっており、こちらが装着されているモデルの方が人気が高い。
- ペントナ II（1964年発売） - 前面のファインダー窓が大きくなり、フィルム巻き上げがレバー式になった。
- ペンティ I（1959年発売）- 35mmフィルム SLカートリッジ（ドイツ語版）使用ハーフサイズレンズシャッターカメラ
- ペンティ II（1961年発売）- 35mmフィルム SLカートリッジ使用ハーフサイズレンズシャッターカメラ
- ペンタコン K16（1979年発売）- 16mmフィルム Kassette 16カートリッジ使用レンズシャッターカメラ

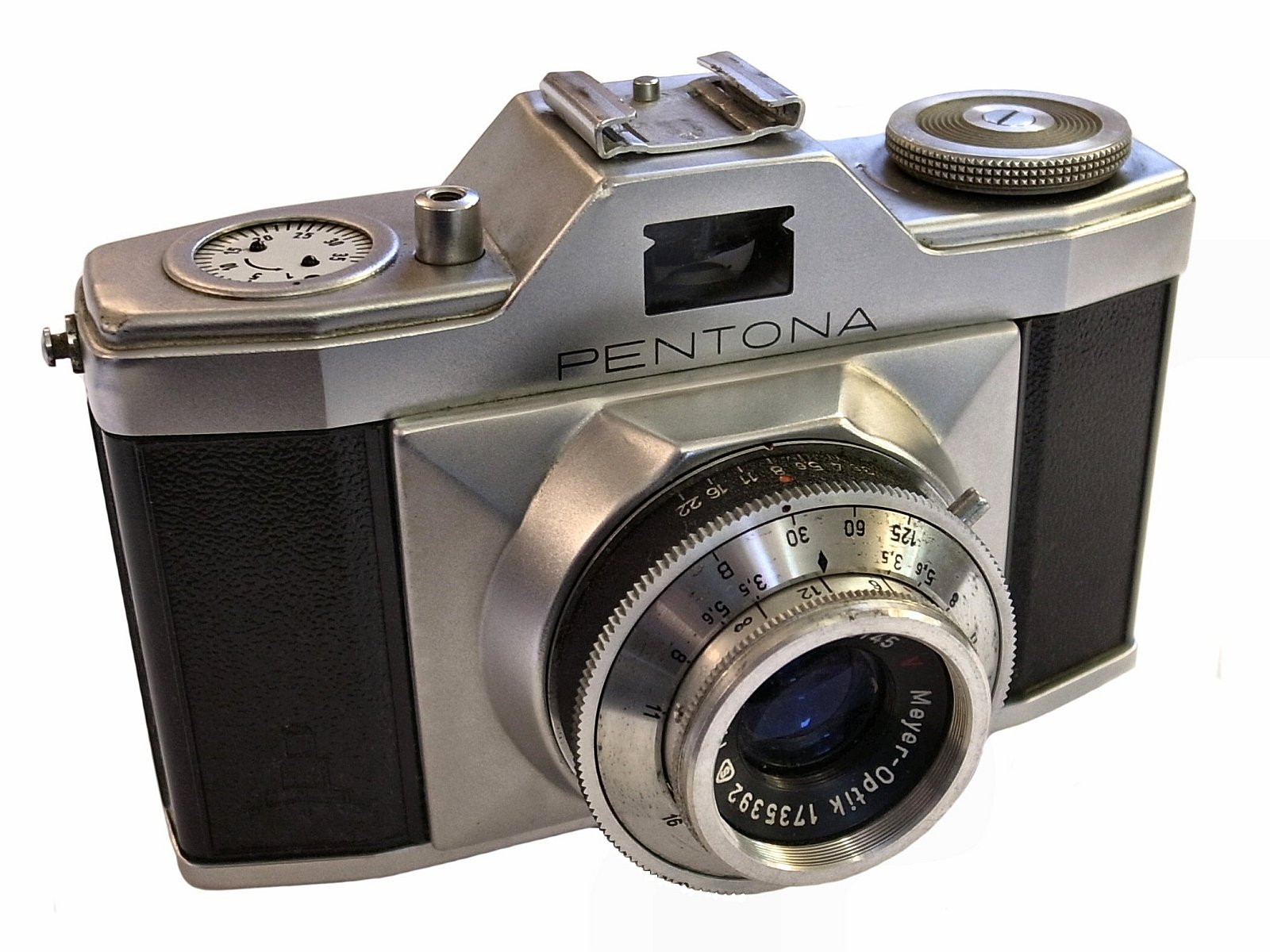
ペントナ
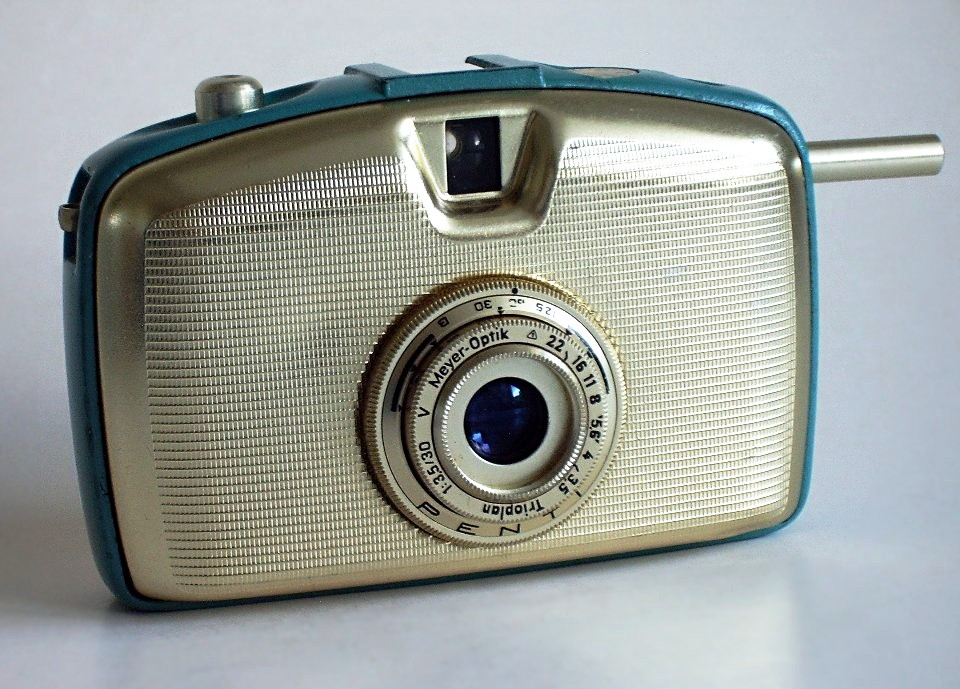
ペンティI
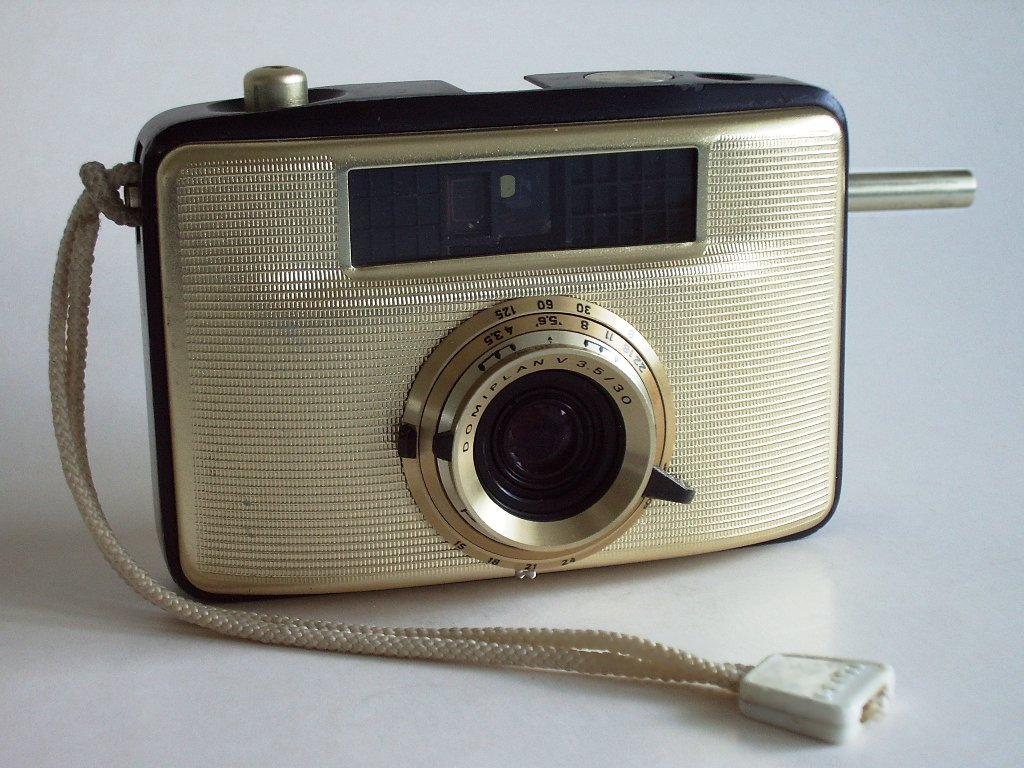
ペンティII
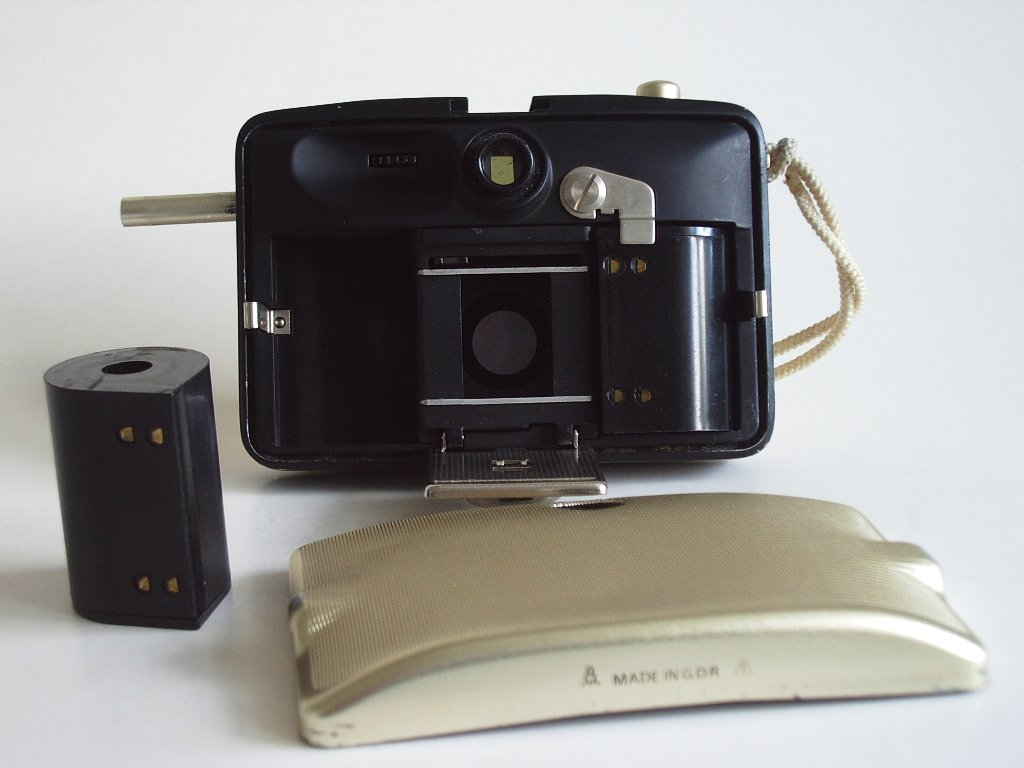
ペンティIIのフィルム室 およびSLカートリッジ
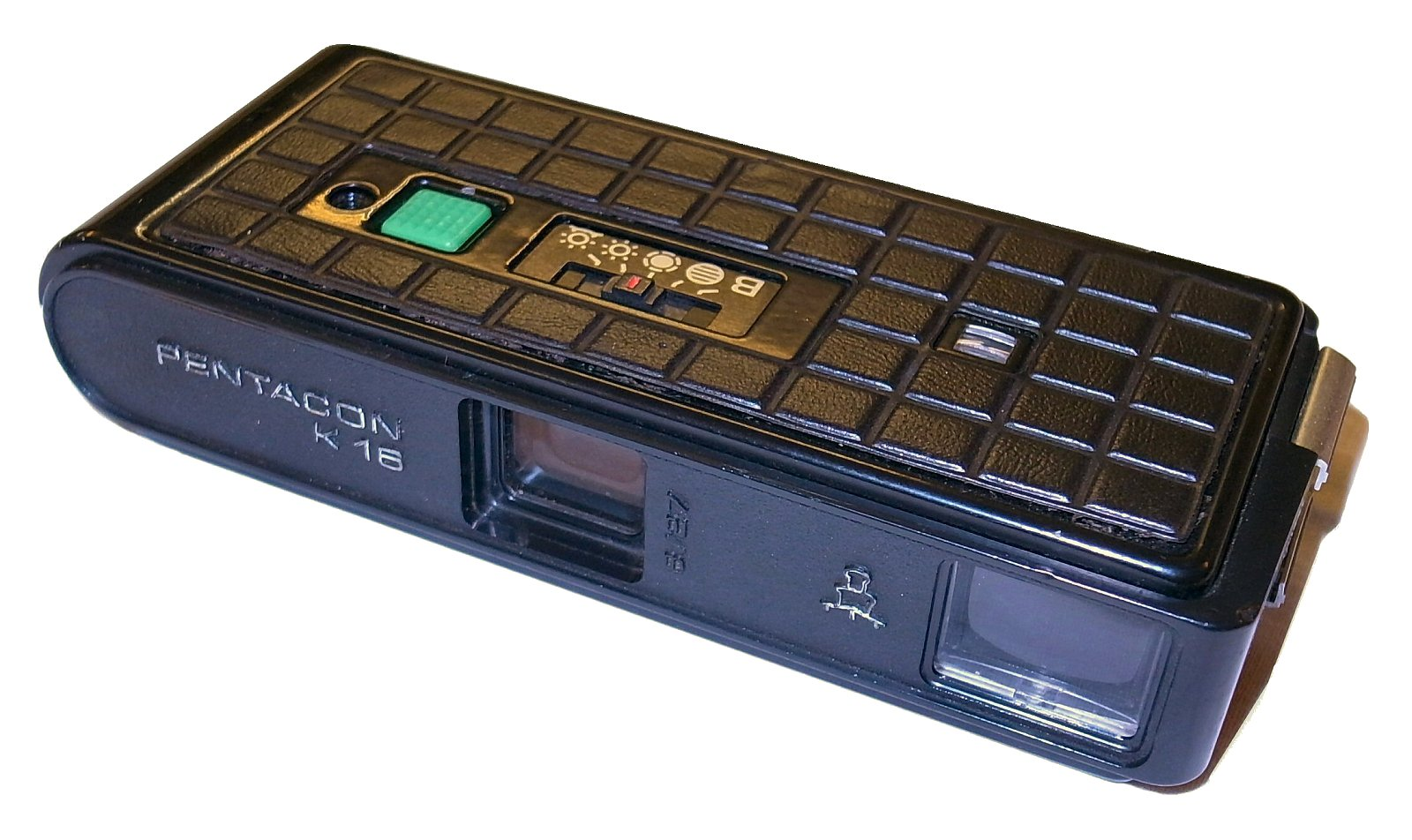
ペンタコン K16